# Britney & Kevin: Chaotic (EP)
Britney & Kevin: Chaotic là EP đầu tiên của nghệ sĩ thu âm người Mỹ Britney Spears, phát hành ngày 27 tháng 9 năm 2005 bởi Jive Records như là đĩa CD tặng kèm cho Britney & Kevin: Chaotic... the DVD & More cũng như dưới dạng nhạc số. EP bao gồm 3 bài hát: "Chaotic", "Someday (I Will Understand)" và "Mona Lisa".

## Danh sách bài hát
| Britney & Kevin: Chaotic | Britney & Kevin: Chaotic      | Britney & Kevin: Chaotic                                        | Britney & Kevin: Chaotic | Britney & Kevin: Chaotic |
| STT                      | Nhan đề                       | Sáng tác                                                        | Sản xuất                 | Thời lượng               |
| ------------------------ | ----------------------------- | --------------------------------------------------------------- | ------------------------ | ------------------------ |
| 1.                       | "Chaotic"                     | Christian Karlsson Pontus Winnberg Henrik Jonback Michelle Bell | Bloodshy & Avant         | 3:33                     |
| 2.                       | "Someday (I Will Understand)" | Britney Spears                                                  | Guy Sigsworth            | 3:38                     |
| 3.                       | "Mona Lisa"                   | Spears Teddy Campbell David Kochanski                           | Bloodshy & Avant         | 3:27                     |
| Tổng thời lượng:         | Tổng thời lượng:              | Tổng thời lượng:                                                | Tổng thời lượng:         | 10:36                    |

| Britney & Kevin: Chaotic – Track bổ sung tại Anh quốc và Nhật Bản | Britney & Kevin: Chaotic – Track bổ sung tại Anh quốc và Nhật Bản | Britney & Kevin: Chaotic – Track bổ sung tại Anh quốc và Nhật Bản | Britney & Kevin: Chaotic – Track bổ sung tại Anh quốc và Nhật Bản | Britney & Kevin: Chaotic – Track bổ sung tại Anh quốc và Nhật Bản |
| STT                                                               | Nhan đề                                                           | Sáng tác                                                          | Sản xuất                                                          | Thời lượng                                                        |
| ----------------------------------------------------------------- | ----------------------------------------------------------------- | ----------------------------------------------------------------- | ----------------------------------------------------------------- | ----------------------------------------------------------------- |
| 4.                                                                | "Over to You Now"                                                 | Sigsworth Imogen Heap Robin Carlsson Alexander Kronlund           | Sigsworth                                                         | 3:42                                                              |
| Tổng thời lượng:                                                  | Tổng thời lượng:                                                  | Tổng thời lượng:                                                  | Tổng thời lượng:                                                  | 14:21                                                             |

| Britney & Kevin: Chaotic – track bổ sung trên toàn cầu | Britney & Kevin: Chaotic – track bổ sung trên toàn cầu        | Britney & Kevin: Chaotic – track bổ sung trên toàn cầu | Britney & Kevin: Chaotic – track bổ sung trên toàn cầu | Britney & Kevin: Chaotic – track bổ sung trên toàn cầu |
| STT                                                    | Nhan đề                                                       | Sáng tác                                               | Sản xuất                                               | Thời lượng                                             |
| ------------------------------------------------------ | ------------------------------------------------------------- | ------------------------------------------------------ | ------------------------------------------------------ | ------------------------------------------------------ |
| 5.                                                     | "Someday (I Will Understand)" (Hi-Bias Signature Radio Remix) | Spears                                                 | Sigsworth Nick Fiorucci Taras Harkavyi                 | 3:46                                                   |
| Tổng thời lượng:                                       | Tổng thời lượng:                                              | Tổng thời lượng:                                       | Tổng thời lượng:                                       | 18:10                                                  |